# Felix Mayr
Felix Mayr (* 29. April 1995 in Zürich) ist ein Schweizer Schauspieler.

## Leben
Felix Mayr, der in seiner Geburts- und Heimatstadt Zürich aufwuchs, besuchte die Kantonsschule Stadelhofen. Sein Schauspielstudium absolvierte er von 2015 bis 2019 an der Hochschule für Schauspielkunst Ernst Busch in Berlin.
Erste Bühnenerfahrungen sammelte er in der Spielzeit 2017/18 am Ballhaus Ost als Miller in einer Kabale und Liebe-Inszenierung, die als Ko-Produktion der Hochschule für Schauspielkunst »Ernst Busch« mit Studierenden der Studiengänge Schauspiel und Zeitgenössische Puppenspielkunst in Kooperation mit dem Ballhaus Ost entstand. An der Volksbühne Berlin trat er seit 2018 in den Produktionen Madame Poverty. A set of emotion and sensation von Marius Schötz und Das 1. Evangelium (frei nach dem Matthäus-Evangelium) unter der Regie von Kay Voges auf. Im September 2020 wirkte er in der als morality play inszenierten Jedermann-Performance der Regisseurin Lara Magdalena Tacke im Park auf dem Berliner Nordbahnhof mit.
Mayr wirkte auch in verschiedenen Filmproduktionen (u. a. Netflix, ZDF, SRF) mit. In der Miniserie Unorthodox (2020) hatte er als Mike einer der durchgehenden Nebenrollen. In der 21. Staffel der ZDF-Serie SOKO Leipzig (2020) spielte Mayr eine dramatische Episodenhauptrolle als Taekwondo-Trainer und tatverdächtiger Ex-Freund eines 17-jährigen tot aufgefundenen Schülers.
In der 2021 erschienenen Netflix-Serie Kitz übernahm er die Rolle des hoffnungvollen Nachwuchs-Skitalents Joseph, der bei einem tragischen Autozunfall ums Leben kommt. In der 16. Staffel der ZDF-Serie Notruf Hafenkante (2022) spielte er in einer Episodenhauptrolle den jungen Max Lorenz, der von seiner Ex-Freundin gestalkt wird. In der 15. Staffel der TV-Serie Der Bergdoktor (2022) verkörperte er in einer weiteren Episodenhauptrolle den geheimnisvollen Lukas Weiss, einen jungen Mann, der einsam in einer Hütte am See wohnt und einer herztransplantierten Patientin neue Kraft und Hoffnung gibt. In der 11. Staffel der ZDF-Serie Letzte Spur Berlin (2022) übernahm er eine der Episodenrollen als tatverdächtiger Ex-Freund einer verschwundenen Jurastudentin.
In der sechsteiligen ZDF-Dramedy-Serie Wendehammer (2022) spielte er in einer durchgehenden Seriennebenrolle den geheimnisvollen jungen Jura-Studenten Lukas, der eine leidenschaftliche Affäre mit der Enddreissigerin Franziska (Susan Hoecke), eine der fünf weiblichen Hauptfiguren, eingeht.
Felix Mayr lebt in Berlin.

## Filmografie (Auswahl)
- 2019: Das melancholische Mädchen (Kinofilm)
- 2020: Nr. 47: Die Diagnose (Webserie, eine Folge)
- 2020: Unorthodox (Netflix-Serie, Serienrolle)
- 2020: SOKO Leipzig: Druck (Fernsehserie, eine Folge)
- 2021: Kitz (Fernsehserie, 6 Episoden)
- 2022: In the Dark (Musikvideo)
- 2022: Notruf Hafenkante: Bleib bei mir (Fernsehserie, eine Folge)
- 2022: Der Bergdoktor: Endlich Leben (Fernsehserie, eine Folge)
- 2022: Letzte Spur Berlin: Recht und Gerechtigkeit (Fernsehserie, eine Folge)
- 2022: WaPo Berlin: Der letzte Fang (Fernsehserie, eine Folge)
- 2022: Wendehammer (Fernsehserie, 5 Episoden)
- 2023: Meg 2: Die Tiefe (Meg 2: The Trench)
- 2023: Wolfsjagd (Fernsehfilm)